# Marquette-lez-Lille
Marquette-lez-Lille (Marquette jusqu'en 1962) est une commune française située dans le département du Nord, en région Hauts-de-France. Elle fait partie de la Métropole européenne de Lille.

## Géographie
La commune est située à quatre kilomètres au nord de Lille, dans la plaine des Flandres françaises, en plein cœur de l'agglomération de Lille-Roubaix-Tourcoing.

### Communes limitrophes
|                       | Wambrechies         | Bondues         |
|                       | Marquette-lez-Lille | Marcq-en-Barœul |
| Saint-André-lez-Lille | La Madeleine        |                 |

### Hydrographie

#### Réseau hydrographique
La commune est située dans le bassin Artois-Picardie. Elle est drainée par le canal de la Deûle, la Becque du Corbeau, le canal de Roubaix et divers autres petits cours d'eau,.
Le canal de la Deûle est un canal, chenal navigable, d'une longueur de 59 km, prend sa source dans la commune de Douai et se jette  dans la Lys à Deûlémont, après avoir traversé 40 communes. 

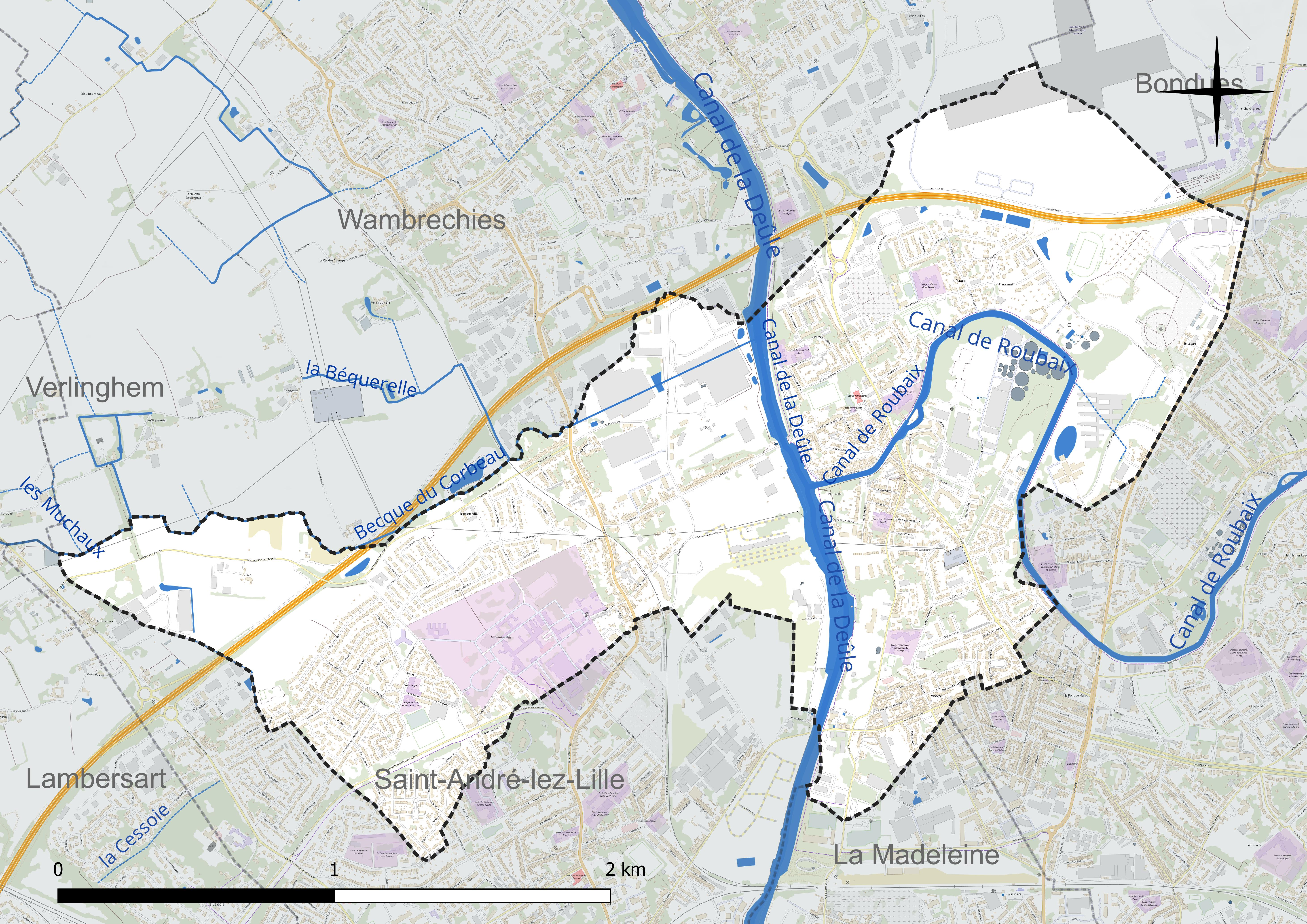
Réseau hydrographique de Marquette-lez-Lille.

#### Gestion et qualité des eaux
Le territoire communal est couvert par le schéma d'aménagement et de gestion des eaux (SAGE) « Marque Deûle ». Ce document de planification concerne un territoire de 1 120 km2 de superficie, délimité par les bassins versants de la Marque et de la Deûle, formant une vaste cuvette sédimentaire de 40 km de long et de 25 km de large, où la pente est très faible. Le périmètre a été arrêté le 2 décembre 2005 et le SAGE proprement dit a été approuvé le 9 mars 2020. La structure porteuse de l'élaboration et de la mise en œuvre est la Métropole européenne de Lille. 
La qualité des cours d'eau peut être consultée sur un site dédié géré par les agences de l'eau et l'Agence française pour la biodiversité. 

### Climat
Pour des articles plus généraux, voir Climat des Hauts-de-France et Climat du Nord.
En 2010, le climat de la commune est de type climat océanique dégradé des plaines du Centre et du Nord, selon une étude du CNRS s'appuyant sur une série de données couvrant la période 1971-2000. En 2020, Météo-France publie une typologie des climats de la France métropolitaine dans laquelle la commune est exposée à un climat océanique et est dans la région climatique Nord-est du bassin Parisien, caractérisée par un ensoleillement médiocre, une pluviométrie moyenne régulièrement répartie au cours de l'année et un hiver froid (3 °C).
Pour la période 1971-2000, la température annuelle moyenne est de 10,7 °C, avec une amplitude thermique annuelle de 14,3 °C. Le cumul annuel moyen de précipitations est de 674 mm, avec 11,9 jours de précipitations en janvier et 8,7 jours en juillet. Pour la période 1991-2020, la température moyenne annuelle observée sur la station météorologique la plus proche, située sur la commune de Lesquin à 10 km à vol d'oiseau, est de 11,3 °C et le cumul annuel moyen de précipitations est de 740,0 mm,. Pour l'avenir, les paramètres climatiques de la commune estimés pour 2050 selon différents scénarios d'émission de gaz à effet de serre sont consultables sur un site dédié publié par Météo-France en novembre 2022.

## Urbanisme

### Typologie
Au 1er janvier 2024, Marquette-lez-Lille est catégorisée grand centre urbain, selon la nouvelle grille communale de densité à sept niveaux définie par l'Insee en 2022.
Elle appartient à l'unité urbaine de Lille (partie française), une agglomération internationale regroupant 60  communes, dont elle est une commune de la banlieue,,. Par ailleurs la commune fait partie de l'aire d'attraction de Lille (partie française), dont elle est une commune du pôle principal,. Cette aire, qui regroupe 201 communes, est catégorisée dans les aires de 700 000 habitants ou plus (hors Paris),.

### Occupation des sols
L'occupation des sols de la commune, telle qu'elle ressort de la base de données européenne d'occupation biophysique des sols Corine Land Cover (CLC), est marquée par l'importance des territoires artificialisés (78,7 % en 2018), en augmentation par rapport à 1990 (63,3 %). La répartition détaillée en 2018 est la suivante : zones urbanisées (47,6 %), zones industrielles ou commerciales et réseaux de communication (28,7 %), zones agricoles hétérogènes (9,7 %), terres arables (6 %), prairies (5,5 %), espaces verts artificialisés, non agricoles (2,4 %). L'évolution de l'occupation des sols de la commune et de ses infrastructures peut être observée sur les différentes représentations cartographiques du territoire : la carte de Cassini (XVIIIe siècle), la carte d'état-major (1820-1866) et les cartes ou photos aériennes de l'IGN pour la période actuelle (1950 à aujourd'hui).

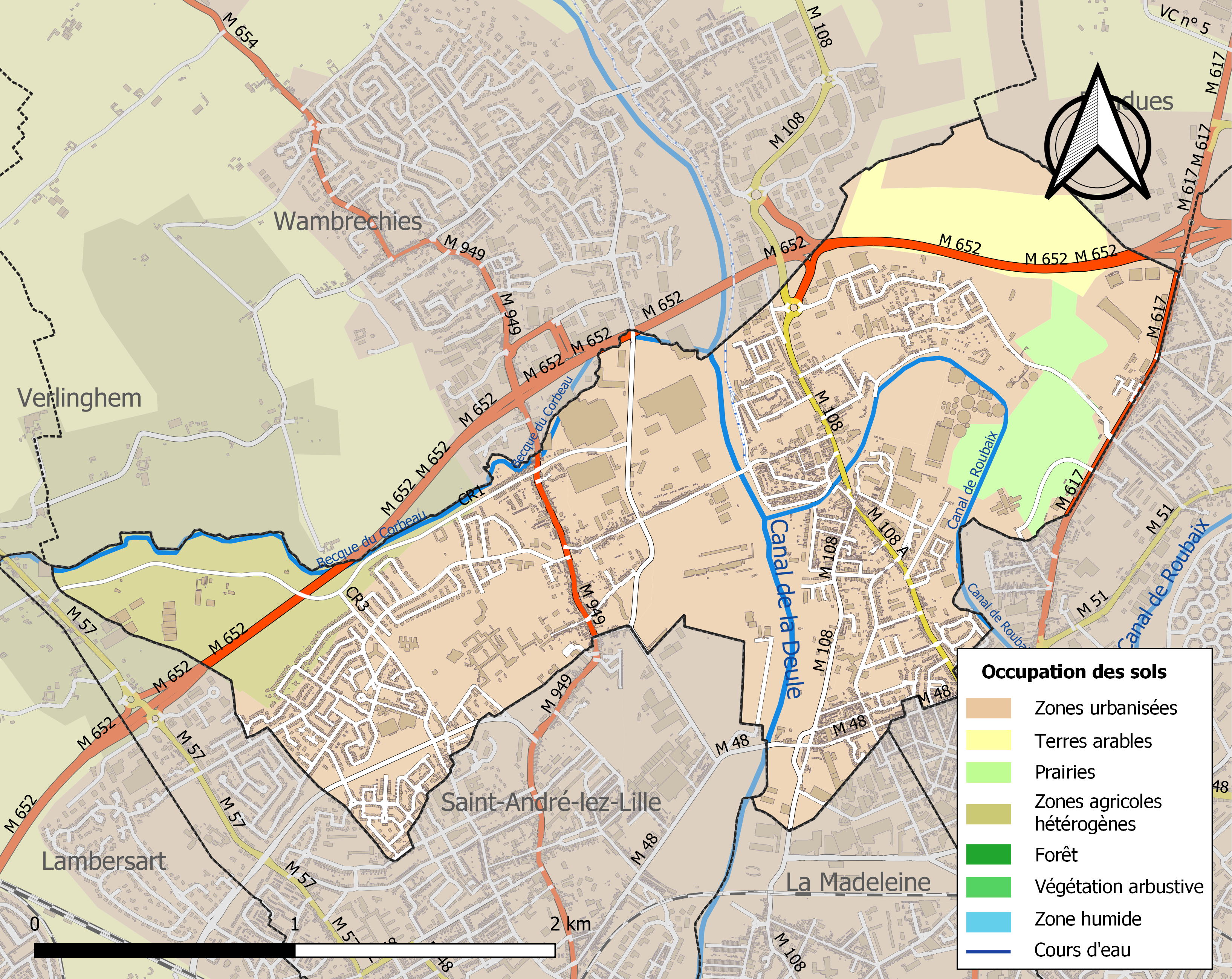
Carte des infrastructures et de l'occupation des sols de la commune en 2018 (CLC).

### Voies de communication et transports
Les routes d'accès principales sont : la rocade nord-ouest D 652 (sortie 10, « Marquette centre »), la RD 617 sur la rive droite, et la RD 949 sur la rive gauche.
La gare de Marquette était desservie par des trains TER Hauts-de-France reliant les gares de Lille-Flandres et de Comines. La desserte ferroviaire est remplacée par des autocars depuis la fermeture de la ligne.
La commune est desservie, en 2023, par les Lianes 1, 90 et 91, les lignes 14, 50, 86, 88, CO3, 907, 908, 923, 924 et par la ligne de transport à la demande 77R du réseau Ilévia.

## Environnement
La ville de Marquette-lez-Lille a été en juin 2012 lauréate du prix Chloro'Villes/Environord 2012 (dans la catégorie : Préservation de la biodiversité, des milieux et des ressources naturelles) pour un projet d'écopâturage intitulé « Quand chauves-souris, animaux de la ferme et habitants tissent des liens », visant à réintroduire des animaux en ville pour l'entretien des espaces verts ; Transhumance nocturne urbaine, bat' night (protection des chauve-souris qui mangent moustiques et chironomes, mini-fermes associées aux crèches).
Dans cette ancienne ville industrielle, le projet environnemental "Naturellement vôtre" se base principalement sur la biodiversité et le retour des espèces.

## Archéologie
La situation géographique de Marquette-lez-Lille, située à la confluence de la Deûle et de la Marque, a permis à la ville d'être un véritable témoin historique. Un passé riche qui ressort aujourd'hui lors de campagnes de fouilles archéologiques.
Dans le quartier de Village-en-Flandres : des fouilles archéologiques menées sur trois hectares (aujourd'hui quartier de la Becquerelle) entre juillet 2008 et janvier 2009 ont permis de découvrir une voie romaine aménagée depuis plus de 2000 ans, un enclos circulaire culturel de l'âge du bronze, des parcelles et enclos du premier âge du fer et La Tène.
Dans un puits, ont été retrouvés en état de parfaite conservation une balance, une semelle cloutée et 79 sesterces en cuivre et laiton représentant Antonin le Pieux, sa fille Antonina et sa femme Lucille.
Dans le quartier de l'Abbaye : sous l'ex-usine chimique Rhône-Poulenc devenue la friche Rhodia, une abbaye cistercienne, l'abbaye du repos de Notre-Dame de Marquette a été mis au jour. Celle-ci fut créée par la comtesse de Flandre Jeanne de Constantinople qui en fit l'une des plus grandes d'Europe. Les fouilles ont permis de mettre au jour, entre autres, la tombe de Ferrand de Portugal. D'autres recherches viseront à retrouver la sépulture de Jeanne de Flandre.
Dans le quartier du Haut-Touquet : une nécropole mérovingienne, composée de 130 tombes, a été découverte en 2005-2006 avant la construction d'un nouveau quartier.

## Toponyme
Noms anciens : Marchete, 1221, cart. de St-Pierre de Lille. Markette, 1225, cart. de Loos.
Issu du germanique marko, « marécage ».
Markete en flamand.
Marquette-lez-Lille est créée le 28 janvier 1962 en remplacement de Marquette,.

## Histoire

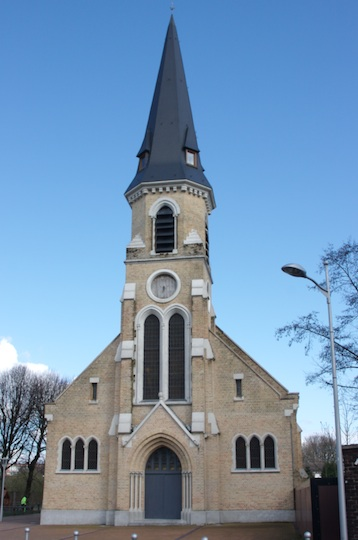
L'église Notre-Dame-de-Lourdes

Plusieurs campagnes de fouille menées à Marquette ont montré l'ancienneté de la présence humaine : voir ci-dessus section Archéologie.
Le nom de Marckete apparaît pour la première fois en 1143 dans une bulle du pape Célestin II qui attribue les revenus de l'autel à l'abbatiale Saint-Pierre de Lille.
Sur le territoire de cette commune, les habitants de Lille, conduits par le marquis de Roubaix, remportèrent une victoire signalée, en 1340, contre les Anglais et les Flamands.
Avant la Révolution française, Marquette était le siège d'une seigneurie principale portant le nom du village. Vers 1744, Jean-Jérôme-Joseph Grenet (1715-1787), écuyer, est seigneur de Marquette, Blérancourt, Wasnes (Wasnes-au-Bac?), Onaing (Onnaing?), Maugré. Fils de Jérôme-Joseph et de Marie-Joseph du Bois de Hoves, il nait à Lille en juillet 1715 (baptisé le 20 juillet 1715), et se marie à Lille le 2 août 1744 avec Antoinette-Thérèse-Joseph Aulent, dame du Fresnoy, du Petit Ribautecœuil, née à Lille en mars 1722 (baptisée le 3 mars 1722), fille de Pierre-Alexandre, seigneur de la Longuerie, avocat au bailliage de Lille, juge ordinaire en la gouvernance de Lille, bourgeois de Lille, membre du magistrat (ancien conseil municipal) de Lille et de Marie-Marguerite Chauwin. Jean-Jérôme-Joseph Grenet est bourgeois de Lille le 26 avril 1745, conseiller pensionnaire (conseiller juridique) de Lille. Il meurt le 25 février 1787, à 72 ans.
À côté de la seigneurie principale, se trouvaient des fiefs appartenant également à un seigneur, tels que le fief d'Hollebecque sur lequel a été construit le château d'Hollebecque. Claude-François de Wazières, né à Marquette en août 1676 (baptisé le 21 août 1676), est écuyer et seigneur d'Hollebecque. Il est le fils de Jean-André-François de Wazières, chevalier, seigneur de Beaupré (sur Haubourdin), capitaine de cavalerie espagnole, bourgeois de Lille, échevin, mayeur, rewart (chargé de la police) de Lille, et de Marie-Jeanne-Henriette de Vicq. Claude-François accède à la bourgeoisie de Lille le 1er juillet 1701. Il épouse à Lille le 9 septembre 1700 Antoinette-Albertine de Bacquerode de Mussen (à Ecques), fille de François, écuyer, seigneur de Mussen et d'Antoinette Waresquiel. 
Jean-Antoine de Fourmestraux (1726-an VIII), échevin (commissaire aux arts) de Lille, seigneur d'Hollebecque, est connu pour avoir soutenu le graveur Nicolas Masquelier, lequel avait pour parent Louis-Joseph Masquelier, également graveur.
Le fief d'Hollebecque ira ensuite au XVIIIe siècle par mariage à la famille D'Hespel, futurs comtes d'Hespel, seigneurs sur Sainghin-en-Weppes, Fournes-en-Weppes, Salomé, etc.
Le village qui s'était d'abord développé sur la rive droite de la Deûle avec l'installation d'unités industrielles (amidonnerie, industrie chimique), s'étend sur l'autre rive à partir du milieu du XIXe siècle par la création d'un hôpital dédié à saint Jean-de-Dieu dans le quartier de Lommelet.
Le début du XXe siècle voit l'implantation de deux importantes minoteries mais c'est dans les années 1920 que la commune s'industrialise fortement et compte nombre d'entreprises qui emploient la main-d'œuvre locale : Kuhlmann, Decauville, Les Grandes Malteries modernes, Massey-Harris ou encore Les Grands Moulins de Paris.

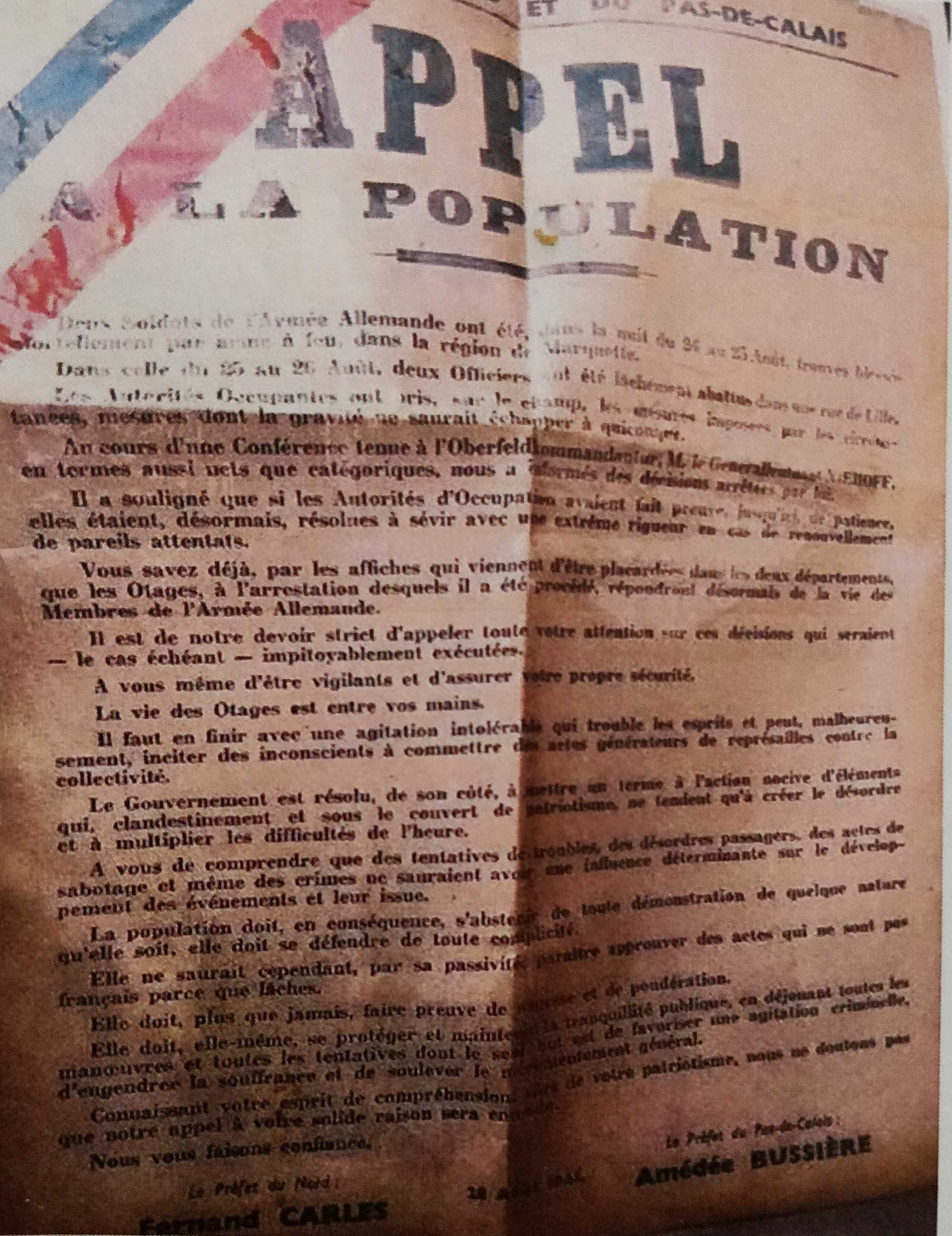
Appel au calme après l'attentat

Pendant la Seconde Guerre mondiale, sous l'occupation allemande, en 1941, alors que les premiers mouvements de résistance se mettent en place, (filières d'évasion, publication de journaux, gestes de résistance divers…), deux soldats allemands sont abattus dans la nuit du 24 au 25 Août par Henri Peters dans la rue Saint Roch. Condamné à mort puis fusillé le 13 février 1942, la ville renommera par la suite la rue de l'épinette en rue Henri Peters en son hommage. Il fut le seul citoyen marquettois exécuté pendant la guerre.
La fermeture de ces entreprises dans les années 1970, laisse de nombreux sites et bâtiments à l'abandon. Depuis, la commune a entrepris sa reconversion, laissant la place aux activités davantage tertiaires. Les aménagements urbains permettent aujourd'hui à la commune de se prévaloir d'un cadre de vie en constante amélioration tout en développant de nombreuses infrastructures modernes.

## Héraldique
|  | Les armes de Marquette-lez-Lille se blasonnent ainsi :"D'azur au nom de Marquette d'argent mis en bande entre deux cotices du même." |

## Politique et administration

### Liste des maires
| Période                                  | Période           | Identité                         | Étiquette | Qualité                                                  |
| ---------------------------------------- | ----------------- | -------------------------------- | --------- | -------------------------------------------------------- |
| Les données manquantes sont à compléter. |                   |                                  |           |                                                          |
| 1790                                     | 1800              | Joseph Bonverne                  |           |                                                          |
| 1800                                     | 1815              | Louis Desbonnet                  |           |                                                          |
| 1815                                     | 1822              | Antoine Marchand                 |           |                                                          |
| 1822                                     | 1826              | Augustin Desfontaine             |           |                                                          |
| 1826                                     | 1830              | Alexandre Leroy                  |           |                                                          |
| 1830                                     | 1835              | Antoine Marchand                 |           |                                                          |
| 1835                                     | 1848              | Jean-Baptiste Lesaffre           |           |                                                          |
| 1848                                     | 1850              | Jacques-Hyacinthe Denis du Péage |           |                                                          |
| 1850                                     | 1865              | Louis Salembier                  |           |                                                          |
| 1865                                     | 1867              | Florimond Hannard                |           |                                                          |
| 1867                                     | 1870              | Louis Despretz                   |           |                                                          |
| 1870                                     | 1871              | François Delgutte                |           |                                                          |
| 1871                                     | 1884              | Louis Despretz                   |           |                                                          |
| 1884                                     | 1892              | Charles Goeman                   |           |                                                          |
| 1892                                     | 1908              | Michel Dillies                   |           |                                                          |
| 1908                                     | 1919              | Edmond Verley                    |           |                                                          |
| 1919                                     | 1935              | Joseph Clabaut                   |           |                                                          |
| 1935                                     | 1938              | Edouard Haverland                |           |                                                          |
| 1938                                     | 1945              | Léon Dillies                     |           |                                                          |
| 1945                                     | 1947              | Henri Vertriest                  |           |                                                          |
| 1947                                     | 1962              | Henri Delmotte                   |           |                                                          |
| 1962                                     | 1980              | Michel Delebarre                 | SE        |                                                          |
| 1980                                     | mars 1994 (décès) | André Marescaux                  | SE        |                                                          |
| 1994                                     | mai 2020          | Jean Delebarre                   | DVD       | Retraité, maire honoraire Adjoint au maire (1987 → 1994) |
| mai 2020                                 | En cours          | Dominique Legrand                | DVD       | Consultant                                               |

### Instances judiciaires et administratives
La commune relève du tribunal d'instance de Lille, du tribunal de grande instance de Lille, de la cour d'appel de Douai, du tribunal pour enfants de Lille, du tribunal de commerce de Tourcoing, du tribunal administratif de Lille et de la cour administrative d'appel de Douai.

### Jumelages
- Fredersdorf-Vogelsdorf (Allemagne)
- Sleaford (Royaume-Uni)
- Tiszafüred (Hongrie)
- Şomcuta Mare (Roumanie)

## Économie
Marquette-lez-Lille fut le siège de nombreuses industries :
- L'usine de la société Decauville où furent fabriqués les wagonnets du même nom ainsi que des milliers de kilomètres de voie de 60 cm, qui servirent à transporter le charbon au fond des mines du Nord-Pas-de-Calais et un peu partout en France dans les forêts et les industries.
- L'industrie chimique avec les établissements Kuhlmann et Dekachimie en 1961.
- L'usine Massey-Harris devenue Massey Ferguson qui produisait des moissonneuse-batteuses pour le monde entier, jusqu'en 1982.
- Les Grands Moulins de Paris (minoterie) dont l'usine construite en 1923 sera fermée en 1989.
- La société Vicat dispose d'une unité de production de béton.

## Population et société

### Démographie

#### Évolution démographique
L'évolution du nombre d'habitants est connue à travers les recensements de la population effectués dans la commune depuis 1793. Pour les communes de plus de 10 000 habitants les recensements ont lieu chaque année à la suite d'une enquête par sondage auprès d'un échantillon d'adresses représentant 8 % de leurs logements, contrairement aux autres communes qui ont un recensement réel tous les cinq ans,.

En 2022, la commune comptait 11 709 habitants, en évolution de +12,33 % par rapport à 2016 (Nord : +0,51 %, France hors Mayotte : +2,11 %).
| 1793  | 1800 | 1806 | 1821  | 1831  | 1836  | 1841  | 1846  | 1851  |
| ----- | ---- | ---- | ----- | ----- | ----- | ----- | ----- | ----- |
| 1 221 | 872  | 875  | 1 024 | 1 316 | 1 366 | 1 461 | 1 746 | 1 887 |

| 1856  | 1861  | 1866  | 1872  | 1876  | 1881  | 1886  | 1891  | 1896  |
| ----- | ----- | ----- | ----- | ----- | ----- | ----- | ----- | ----- |
| 2 244 | 2 489 | 2 867 | 3 069 | 3 250 | 3 770 | 4 307 | 4 722 | 4 930 |

| 1901  | 1906  | 1911  | 1921  | 1926  | 1931  | 1936  | 1946  | 1954  |
| ----- | ----- | ----- | ----- | ----- | ----- | ----- | ----- | ----- |
| 5 005 | 5 477 | 5 610 | 5 151 | 6 006 | 6 330 | 6 548 | 6 067 | 6 741 |

| 1962  | 1968  | 1975  | 1982  | 1990   | 1999   | 2005  | 2006  | 2011   |
| ----- | ----- | ----- | ----- | ------ | ------ | ----- | ----- | ------ |
| 8 050 | 9 007 | 8 244 | 7 880 | 11 013 | 10 822 | 9 933 | 9 933 | 10 029 |

| 2016   | 2021   | 2022   | - | - | - | - | - | - |
| ------ | ------ | ------ | - | - | - | - | - | - |
| 10 424 | 11 213 | 11 709 | - | - | - | - | - | - |

#### Pyramide des âges
La population de la commune est relativement jeune.
En 2018, le taux de personnes d'un âge inférieur à 30 ans s'élève à 39,2 %, soit en dessous de la moyenne départementale (39,5 %). À l'inverse, le taux de personnes d'âge supérieur à 60 ans est de 18,9 % la même année, alors qu'il est de 22,5 % au niveau départemental.
En 2018, la commune comptait 4 930 hommes pour 5 424 femmes, soit un taux de 52,39 % de femmes, légèrement supérieur au taux départemental (51,77 %).
Les pyramides des âges de la commune et du département s'établissent comme suit.
| Hommes | Classe d’âge | Femmes |
| ------ | ------------ | ------ |
| 0,4    | 90 ou +      | 1,6    |
| 3,1    | 75-89 ans    | 6,5    |
| 12,1   | 60-74 ans    | 13,8   |
| 20,9   | 45-59 ans    | 19,5   |
| 22,3   | 30-44 ans    | 21,4   |
| 17,6   | 15-29 ans    | 17,0   |
| 23,6   | 0-14 ans     | 20,4   |

| Hommes | Classe d’âge | Femmes |
| ------ | ------------ | ------ |
| 0,5    | 90 ou +      | 1,4    |
| 5,3    | 75-89 ans    | 8,1    |
| 14,8   | 60-74 ans    | 16,2   |
| 19,1   | 45-59 ans    | 18,4   |
| 19,5   | 30-44 ans    | 18,7   |
| 20,7   | 15-29 ans    | 19,1   |
| 20,2   | 0-14 ans     | 18     |

### Enseignement

#### Enseignement du premier degré

##### École maternelle
- École maternelle publique Groupe scolaire Jeanne de Flandre
- École maternelle publique Les Alouettes
- École maternelle publique Van Hecke - Groupe scolaire de l'Abbaye
- École maternelle privée Saint-Joseph

##### École primaire
- École primaire privée Saint-Joseph
- École primaire publique Groupe scolaire Jeanne de Flandre
- École primaire publique Jacques-Yves Cousteau - Groupe scolaire de l'Abbaye
- École primaire publique Paul Bert

#### Enseignement du second degré

##### Collège
- Collège Albert Debeyre

##### Lycée
Il n'y a pas de lycées sur la commune, les lycées les plus proches sont situés à Marcq-en-Barœul, La Madeleine et Lille.

## Lieux et monuments
- Les vestiges de l'abbaye du repos de Notre-Dame de Marquette créée en 1228 où se trouve le tombeau de la Comtesse Jeanne de Flandre et de Constantinople. Inscrits à l'inventaire des monuments historiques le 30 mars 2005[32].
- Le site du Lommelet (1825), premier hôpital psychiatrique de la région qui comprend une chapelle, des bâtiments de soins, des ateliers et une ferme[33].
- L'école de musique (ancienne mairie)(1848).
- L'hôtel de ville (1874 - château Despretz où la mairie s'est installée en 1930).
- L'école Jules Ferry (1872 - à présent rénovée en annexe de l'Hôtel de Ville).
- L'église Saint-Amand (1874).
- L'église Notre Dame de Lourdes (1932).
- Les ex-Grands Moulins de Paris (1921), de style néo-flamand, inscrits à l'inventaire supplémentaire des Monuments historiques en 2001[34]. Ils ne fonctionnent plus depuis 1986[35].
- La chapelle Saint-Roch (rue Lalau).
- Les pavillons de l'Épinette (1923), cité ouvrière située au bord de la Marque.
- Le domaine du Vert Bois, parc de 4,5 hectares qui compte 660 espèces d'arbres.
- Le patrimoine ferroviaire du dépôt de tramway de l'AMITRAM, dont plusieurs machines sont classées monument historique.
- Le syndicat d'initiative, avec des fresques signées Jef Aérosol.

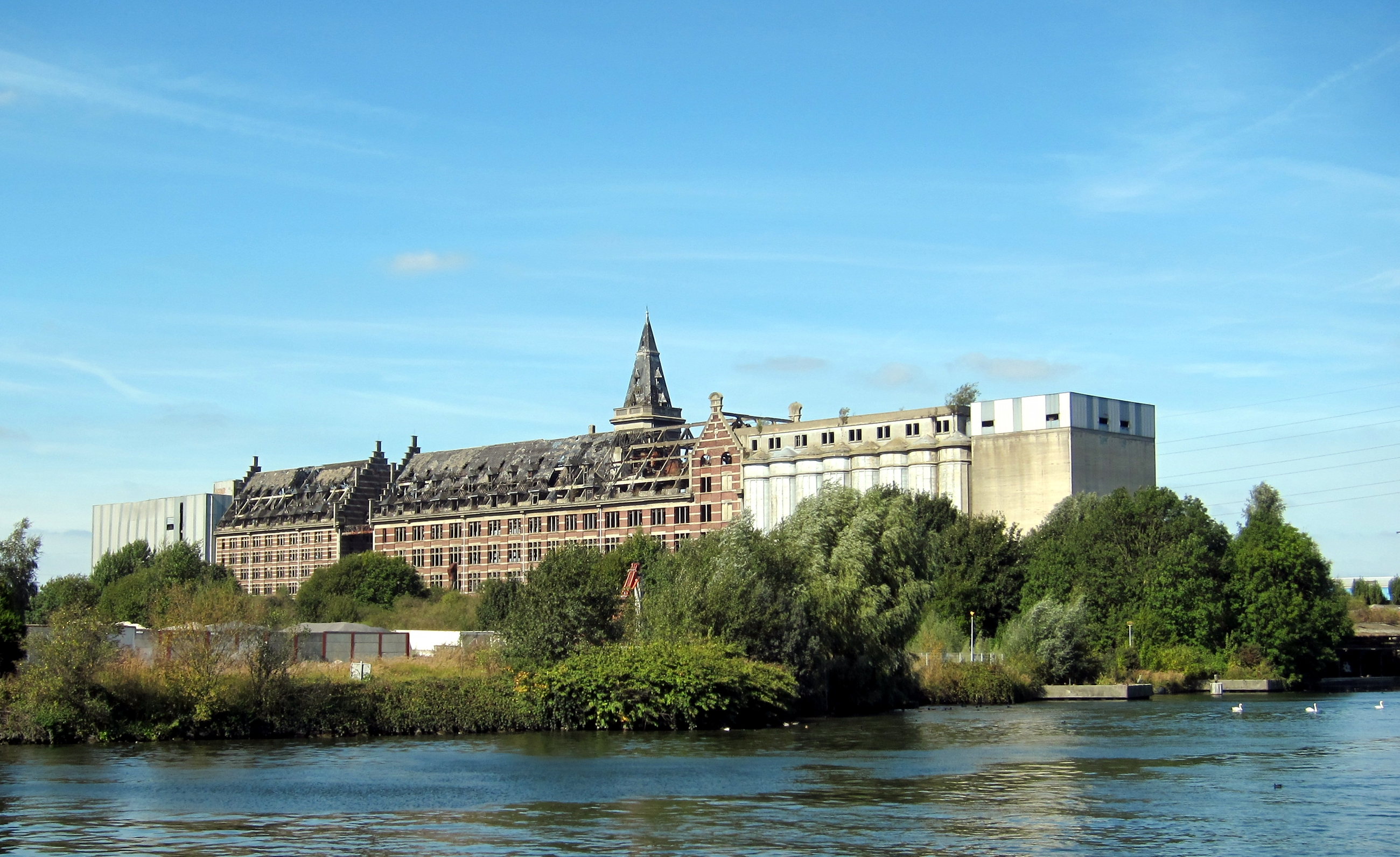
ex-Grands Moulins de Paris
Le syndicat d'initiative, décoré par Jef Aérosol

## Personnalités liées à la commune
- Isabelle Aubret, chanteuse, née et ayant vécu à Marquette-Lez-Lille jusqu'à 13 ans.
- Jeanne de Constantinople, (env. 1200 - 1244), comtesse de Flandre et de Hainaut, y a vécu de 1240 à son décès en 1244.
- Alexandre Descatoire, sculpteur français décédé en 1949 à Marquette-lez-Lille.
- Alphonse De Vreese ou Devreese (né le 5 janvier 1922 à Marquette-lez-Lille et mort le 18 mars 2011 à Lille), coureur cycliste, professionnel de 1944 à 1952.
- Nathalie Vincent, Animatrice de télévision.
- André Ryssen

## Folklore et tradition

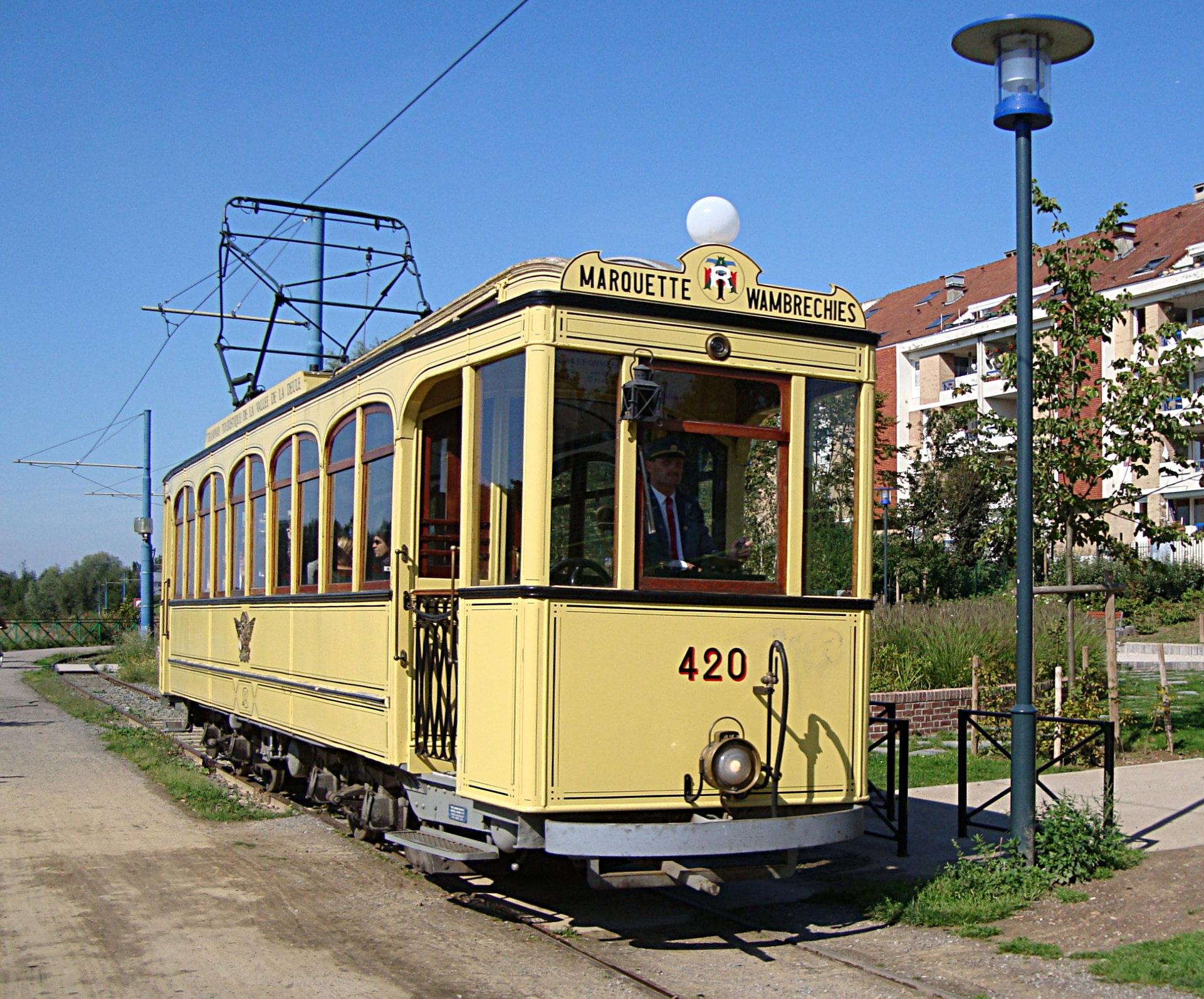
Le tram Wambrechies - Marquette.

- L'hôpital pour les pauvres, fondé par Jeanne de Constantinople, fonctionnait au sein de l'abbaye de Marquette grâce à des dons sous forme d'argent ou d'aliments, principalement de volailles, qui après avoir été engraissées, prenaient le nom de chapons et étaient distribuées aux pauvres. En 1968, la municipalité de Marquette décide de ressusciter cette coutume : des chapons, petits biscuits à l'effigie du volatile, sont jetés à l'occasion de la Fête des Chapons, le premier week-end de juin.
- À la belle saison, chaque dimanche et jour férié, l'Amitram (Association du Musée International des Transports Métropolitains) propose un circuit d'environ 3 km le long de la Deûle, à bord de tramways anciens, du pont Mabile à Marquette à la ferme Saint-Chrysole à Wambrechies[36].